# Astrid Gilmark
Astrid Margareta Gilmark, från 1973 Claesson, född Eriksson 1 november 1922 i Vårdinge församling i Stockholms län, död 9 november 2009 i Helsingborg, var ett svenskt medium. Hon var på 1960- och 1970-talen en välkänd representant för spiritismen via böcker, tv-framträdanden samt en mängd föredrag runt Sverige.

## Biografi
Astrid  Gilmark var under 1960-talet och 1970-talets första hälft allmänt ansedd som en förgrundsfigur inom svensk spiritism. Hon höll både offentliga och privata föredrag ute i landet.
Rikskänd blev hon genom boken  Jag vet som såldes i sju upplagor och även översattes till andra språk. Senare följde Jag ser och som sista böcker Jag hör och Seanser. Gilmark refererades ofta i pressen och medverkade i flera TV-program. Gilmark trodde på reinkarnation och alternativmedicin som "psykisk kirurgi". Hon arbetade i flera år med en frågespalt om medialitet och livet efter döden i veckotidningen Allers.
Gilmark var först gift med Gunnar Hallin och fick med honom sonen Leif Hallin. År 1956 gifte hon sig med chefsåklagare Bengt-Georg Gilmark och bodde då i Uppsala. Efter skilsmässa och omgifte 1973 med professor Stig Claesson började Gilmark, nu som Astrid Claesson, tona ner sin offentliga verksamhet. Föredrag landet runt ersattes av privata seanser i hemmet. En mycket stor brevmängd besvarades. Hon hade kontakt med läkare och forskare om mediala fenomen, bland annat om vad som skedde i hjärnan i samband med mediala upplevelser.[källa behövs] Hon var under sista delen av sitt liv bosatt i Helsingborg.

## TV-framträdanden
- Direkt Örebro. Kontakt med andra sidan? En diskussion kring ockulta fenomen. Sänt: 9 februari 1970. Speltid: 00.58.46. Medverkande: Roland Hjelte, Astrid Gilmark.
- Timmen. Sänt: 7 december 1968. Speltid: 01.09.25. Innehåll: Underhållning med artister och aktualiteter. Presentatör: Birgitta Sandstedt. Gästreporter: Lars Ulvenstam. Medverkande: Barbro Ericson, Ulla Sallert, Jarl Kulle, Astrid Gilmark.
- Att vara spiritualist. Tore Zetterholm samtalar med Astrid Gilmark och Jan Fridegård. Sänt: 28 augusti 1963, 21.35–22.05. Speltid: 00.29.10.